# حكومة بارتون
حكومة بارتون هي أول حكومات الكومنولث الأسترالية، انشأت من قِبل أعضاء حزب الحماة ‏ في 1 يناير 1901 حتى واستمرت حتى 24 سبتمبر 1903. 

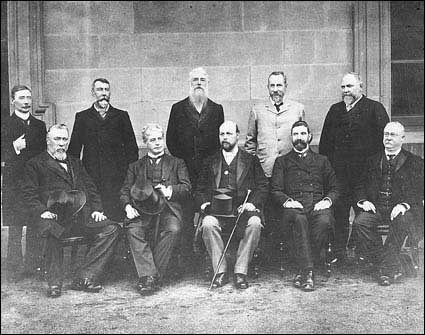
أول رئيس وزراء لاستراليا إدموند بارتون جالسًا من جهة اليسار مع مجلس وزراءه عام 1901.